# Record italiani di sollevamento pesi
I record italiani di sollevamento pesi rappresentano le migliori prestazioni di sollevamento pesi stabilite sollevatori di nazionalità italiana e ratificate dalla Federazione Italiana Pesistica.

## Maschili

### Totale
| Specialità | Prestazione                 | Atleta                      | Data                        | Luogo                       |
| ---------- | --------------------------- | --------------------------- | --------------------------- | --------------------------- |
| 55kg       | 216kg                       | Mirco Scarantino            | 6 aprile 2019               | Batumi                      |
| 61kg       | 301kg                       | Sergio Massidda             | 6 settembre 2023            | Riad                        |
| 67kg       | 322kg                       | Mirko Zanni                 | 27 luglio 2021              | Tokyo                       |
| 73kg       | 335kg                       | Mirko Zanni                 | 18 aprile 2023              | Erevan                      |
| 81kg       | 370kg                       | Antonino Pizzolato          | 7 aprile 2021               | Mosca                       |
| 89kg       | 392kg                       | Antonino Pizzolato          | 2 giugno 2022               | Tirana                      |
| 96kg       | 363kg                       | Cristiano Ficco             | 21 aprile 2023              | Erevan                      |
| 102kg      | 371kg                       | Cristiano Ficco             | 4 luglio 2022               | Orano                       |
| 109kg      | Standard FIPE non raggiunto | Standard FIPE non raggiunto | Standard FIPE non raggiunto | Standard FIPE non raggiunto |
| +109kg     | Standard FIPE non raggiunto | Standard FIPE non raggiunto | Standard FIPE non raggiunto | Standard FIPE non raggiunto |

### Strappo
| Specialità | Prestazione                 | Atleta                      | Data                        | Luogo                       |
| ---------- | --------------------------- | --------------------------- | --------------------------- | --------------------------- |
| 55kg       | 116kg                       | Mirco Scarantino            | 6 aprile 2019               | Batumi                      |
| 61kg       | 137kg                       | Sergio Massidda             | 6 settembre 2023            | Riad                        |
| 67kg       | 148kg                       | Mirko Zanni                 | 5 aprile 2021               | Mosca                       |
| 73kg       | 155kg                       | Mirko Zanni                 | 18 aprile 2023              | Erevan                      |
| 81kg       | 165kg                       | Antonino Pizzolato          | 31 luglio 2021              | Tokyo                       |
| 89kg       | 175kg                       | Antonino Pizzolato          | 2 giugno 2022               | Tirana                      |
| 96kg       | 165kg                       | Cristiano Ficco             | 21 aprile 2023              | Erevan                      |
| 102kg      | 164kg                       | Cristiano Ficco             | 4 luglio 2022               | Orano                       |
| 109kg      | Standard FIPE non raggiunto | Standard FIPE non raggiunto | Standard FIPE non raggiunto | Standard FIPE non raggiunto |
| +109kg     | Standard FIPE non raggiunto | Standard FIPE non raggiunto | Standard FIPE non raggiunto | Standard FIPE non raggiunto |

### Slancio
| Specialità | Prestazione                 | Atleta                      | Data                        | Luogo                       |
| ---------- | --------------------------- | --------------------------- | --------------------------- | --------------------------- |
| 55kg       | 145kg                       | Mirco Scarantino            | 6 aprile 2019               | Batumi                      |
| 61kg       | 165kg                       | Sergio Massidda             | 6 settembre 2023            | Riad                        |
| 67kg       | 177kg                       | Mirko Zanni                 | 27 luglio 2021              | Tokyo                       |
| 73kg       | 180kg                       | Mirko Zanni                 | 18 aprile 2023              | Erevan                      |
| 81kg       | 196kg                       | Antonino Pizzolato          | 7 aprile 2021               | Mosca                       |
| 89kg       | 217kg                       | Antonino Pizzolato          | 2 giugno 2022               | Tirana                      |
| 96kg       | 198kg                       | Cristiano Ficco             | 21 aprile 2023              | Erevan                      |
| 102kg      | 207kg                       | Cristiano Ficco             | 4 luglio 2022               | Orano                       |
| 109kg      | Standard FIPE non raggiunto | Standard FIPE non raggiunto | Standard FIPE non raggiunto | Standard FIPE non raggiunto |
| +109kg     | Standard FIPE non raggiunto | Standard FIPE non raggiunto | Standard FIPE non raggiunto | Standard FIPE non raggiunto |

## Femminile

### Totale
| Specialità | Prestazione                 | Atleta                      | Data                        | Luogo                       |
| ---------- | --------------------------- | --------------------------- | --------------------------- | --------------------------- |
| 45kg       | 151kg                       | Alessandra Pagliaro         | 19 ottobre 2019             | Bucarest                    |
| 49kg       | 185kg                       | Giulia Imperio              | 6 dicembre 2023             | Doha                        |
| 55kg       | 200kg                       | Lucrezia Magistris          | 7 aprile 2019               | Batumi                      |
| 59kg       | 217kg                       | Lucrezia Magistris          | 8 dicembre 2023             | Doha                        |
| 64kg       | 232kg                       | Giorgia Bordignon           | 27 giugno 2021              | Tokyo                       |
| 71kg       | 233kg                       | Giulia Miserendino          | 12 dicembre 2022            | Bogotà                      |
| 76kg       | 211kg                       | Carlotta Brunelli           | 13 marzo 2021               | Lido di Ostia               |
| 81kg       | 217kg                       | Carlotta Brunelli           | 25 giugno 2023              | Roma                        |
| 87kg       | Standard FIPE non raggiunto | Standard FIPE non raggiunto | Standard FIPE non raggiunto | Standard FIPE non raggiunto |
| +87kg      | Standard FIPE non raggiunto | Standard FIPE non raggiunto | Standard FIPE non raggiunto | Standard FIPE non raggiunto |

### Strappo
| Specialità | Prestazione                 | Atleta                      | Data                        | Luogo                       |
| ---------- | --------------------------- | --------------------------- | --------------------------- | --------------------------- |
| 45kg       | 66kg                        | Alessandra Pagliaro         | 19 ottobre 2019             | Bucarest                    |
| 49kg       | 85kg                        | Giulia Imperio              | 25 maggio 2021              | Tashkent                    |
| 55kg       | 90kg                        | Lucrezia Magistris          | 7 aprile 2019               | Batumi                      |
| 59kg       | 102kg                       | Lucrezia Magistris          | 8 dicembre 2023             | Doha                        |
| 64kg       | 104kg                       | Giorgia Bordignon           | 27 giugno 2021              | Tokyo                       |
| 71kg       | 110kg                       | Giulia Miserendino          | 12 dicembre 2022            | Bogotà                      |
| 76kg       | 96kg                        | Carlotta Brunelli           | 13 marzo 2021               | Lido di Ostia               |
| 81kg       | 98kg                        | Carlotta Brunelli           | 25 giugno 2023              | Roma                        |
| 87kg       | Standard FIPE non raggiunto | Standard FIPE non raggiunto | Standard FIPE non raggiunto | Standard FIPE non raggiunto |
| +87kg      | Standard FIPE non raggiunto | Standard FIPE non raggiunto | Standard FIPE non raggiunto | Standard FIPE non raggiunto |

### Slancio
| Specialità | Prestazione                 | Atleta                      | Data                        | Luogo                       |
| ---------- | --------------------------- | --------------------------- | --------------------------- | --------------------------- |
| 45kg       | 85kg                        | Alessandra Pagliaro         | 19 ottobre 2019             | Bucarest                    |
| 49kg       | 103kg                       | Giorgia Russo               | 6 aprile 2019               | Batumi                      |
| 55kg       | 111kg                       | Celine Ludovica Celia       | 24 giugno 2019              | Roma                        |
| 59kg       | 115kg                       | Lucrezia Magistris          | 8 dicembre 2023             | Doha                        |
| 64kg       | 128kg                       | Giorgia Bordignon           | 27 giugno 2021              | Tokyo                       |
| 71kg       | 125kg                       | Alessia Durante             | 12 giugno 2021              | Roma                        |
| 76kg       | 115kg                       | Carlotta Brunelli           | 13 marzo 2021               | Lido di Ostia               |
| 81kg       | 125kg                       | Francesca Ponti             | 25 giugno 2023              | Roma                        |
| 87kg       | Standard FIPE non raggiunto | Standard FIPE non raggiunto | Standard FIPE non raggiunto | Standard FIPE non raggiunto |
| +87kg      | Standard FIPE non raggiunto | Standard FIPE non raggiunto | Standard FIPE non raggiunto | Standard FIPE non raggiunto |